# Fekete sólyom
A fekete sólyom  (Falco subniger) a madarak osztályának sólyomalakúak (Falconiformes) rendjéhez, azon belül  a sólyomfélék (Falconidae) családjához tartozó faj.

## Előfordulása
Ausztrália területén honos, kóborlásai során eljut Új-Zélandra is.

## Megjelenése
Testhossza 45-55 centiméter, testtömege 750 gramm. A hím kisebb mint a tojó. Tollazata mélyfekete.

## Életmódja
Emlősökkel, gyíkokkal és madarakkal táplálkozik.

## Szaporodása
Más madarak elhagyott fészkébe költenek.